# Áreas protegidas de Sri Lanka

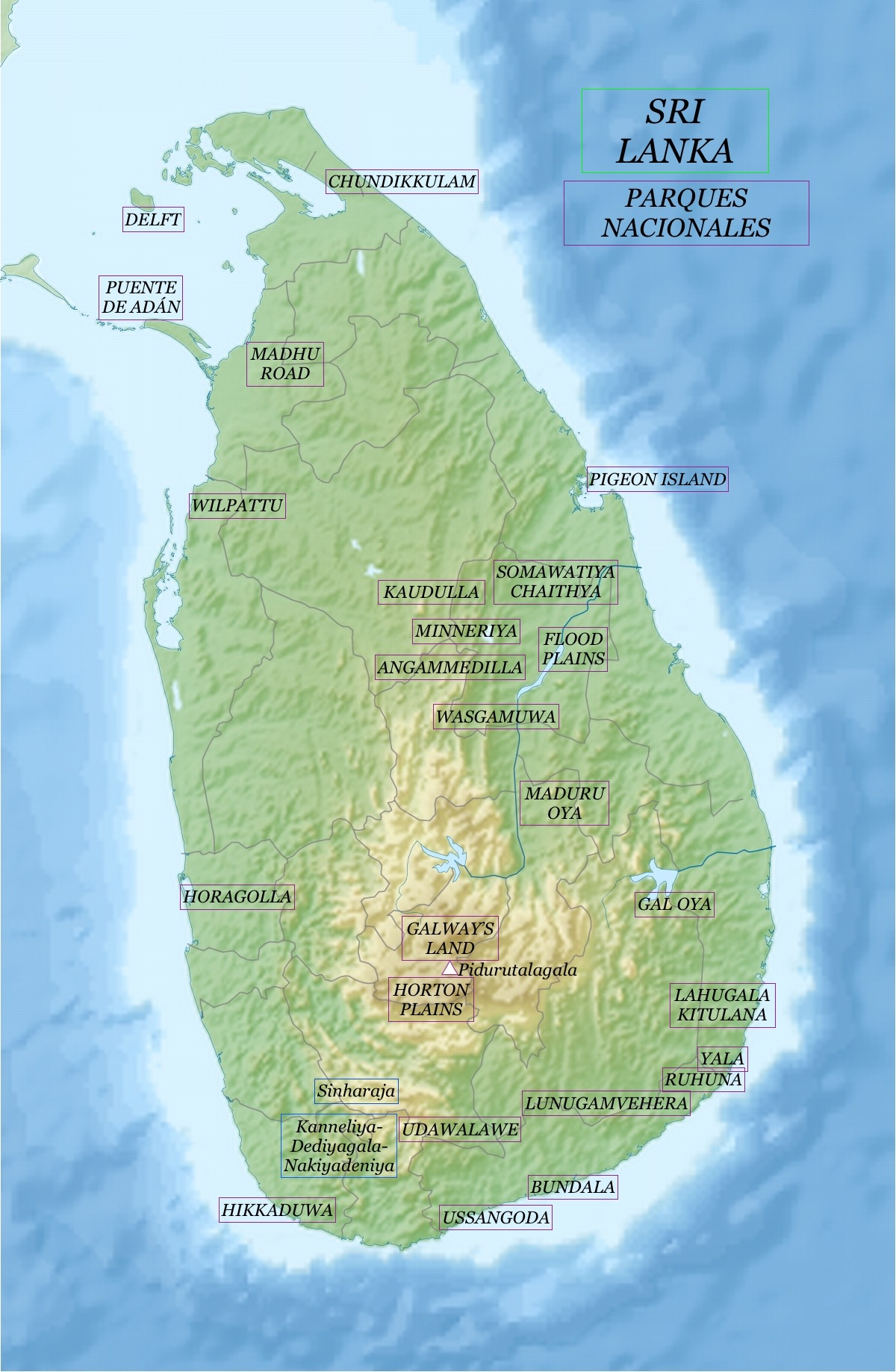
Parques nacionales de Sri Lanka

La IUCN cataloga 660 áreas protegidas en Sri Lanka, que cubren un total de 19,897 km², el 29,86% del territorio, además de 399 km² de áreas marinas, el 0,07% de los 534.085 km² que pertenecen al país. De estos, 17 son parques nacionales, 7 son reservas naturales, 94 son reservas forestales, 3 son reservas naturales estrictas, 56 son santuarios, 1 es un corredor de jungla, 1 es un área salvaje patrimonio nacional, 384 son bosques protegidos, 62 son bosques conservados y 23 son otro tipo de bosque. Además, hay 6 sitios Ramsar, 4 reservas de la biosfera de la Unesco y 2 sitios patrimonio de la humanidad. Las diversas catalogaciones pueden hacer cambiar el número de parques nacionales y reservas.
La diversidad y el endemismo en Sri Lanka son muy elevados. De las 3.210 plantas con flores, de 1.025 géneros, 916 especies y 18 géneros son endémicos. En el país hay más de 55 dipterocarpáceas (en cingalés 'hora') que no se encuentran en ningún otro lugar del mundo. Se sabe, por otro lado, que hay más de 140 especies de anfibios y una cincuentena de cangrejos de agua dulce.

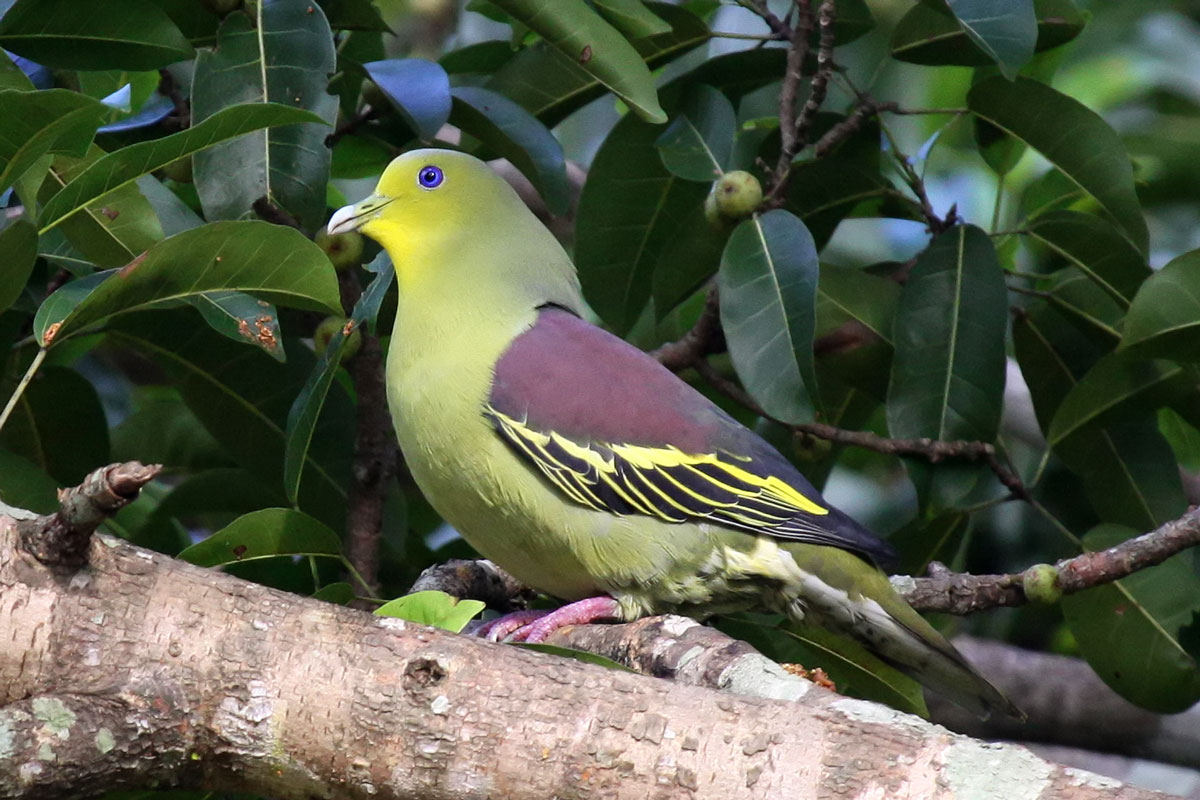
Vinago de Cailán en el parque nacional de Kaudulla.

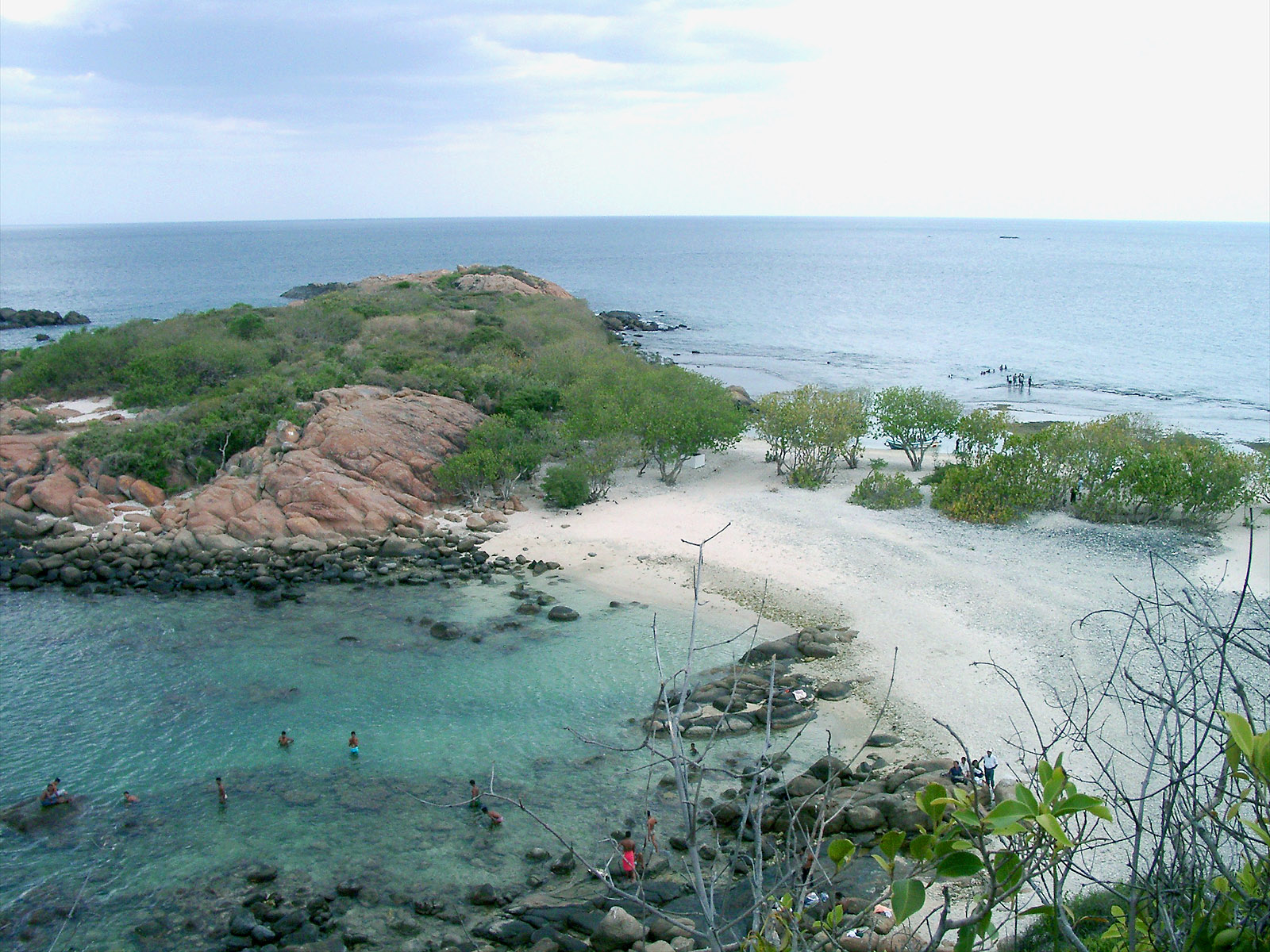
Parque nacional marino de Pigeon island.

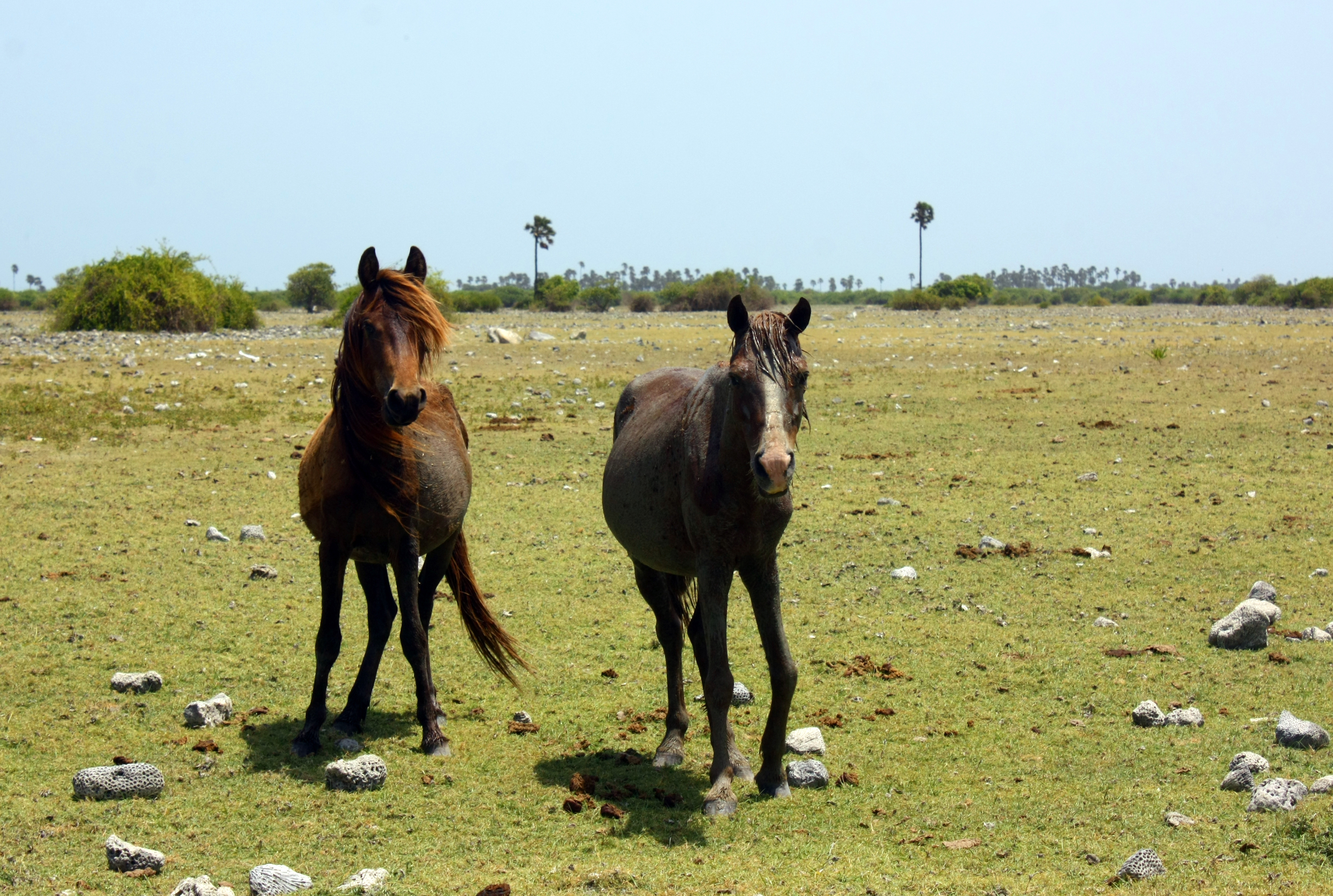
Parque nacional de la isla de Delft, en el noroeste de Sri Lanka.

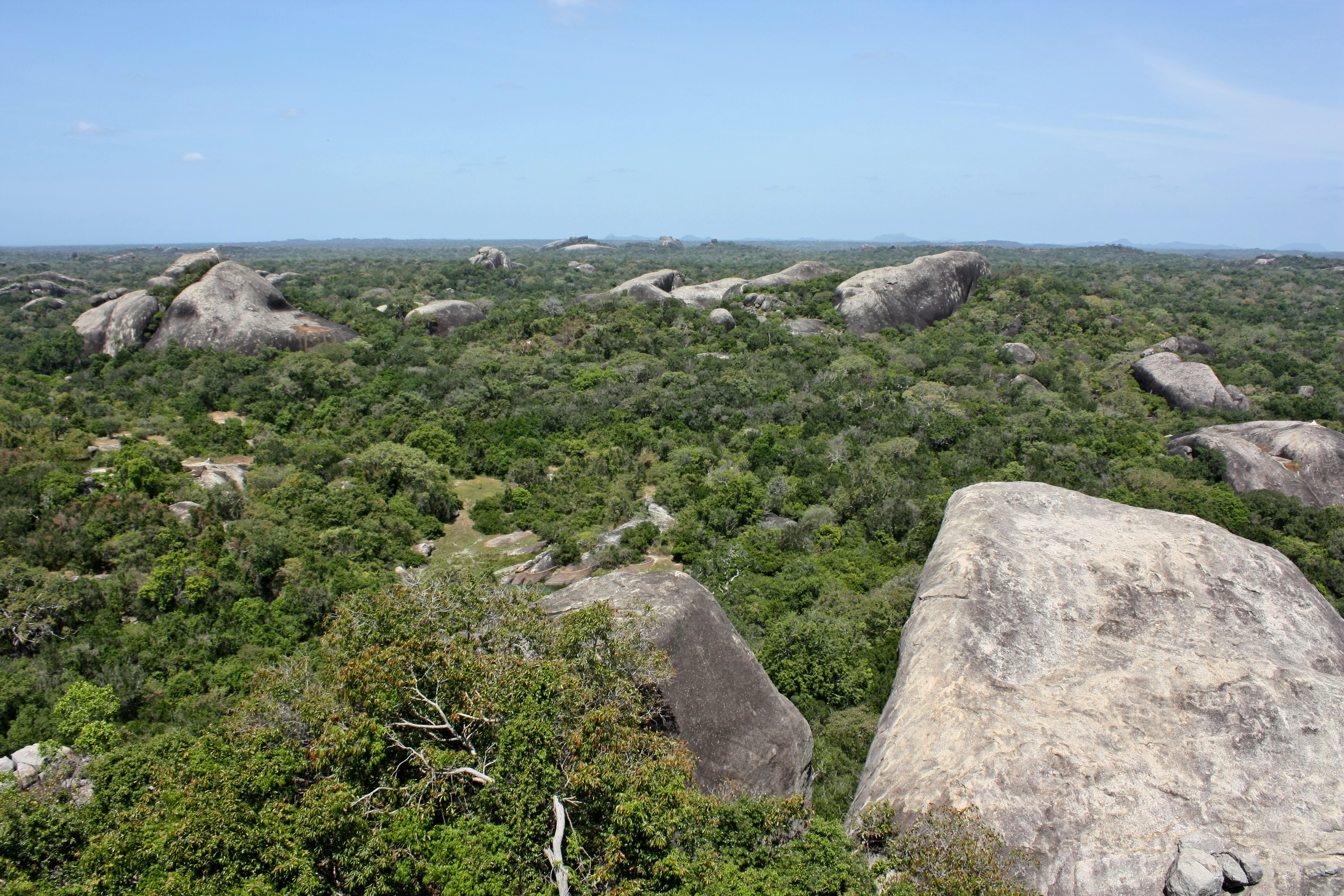
Parque nacional Kumana

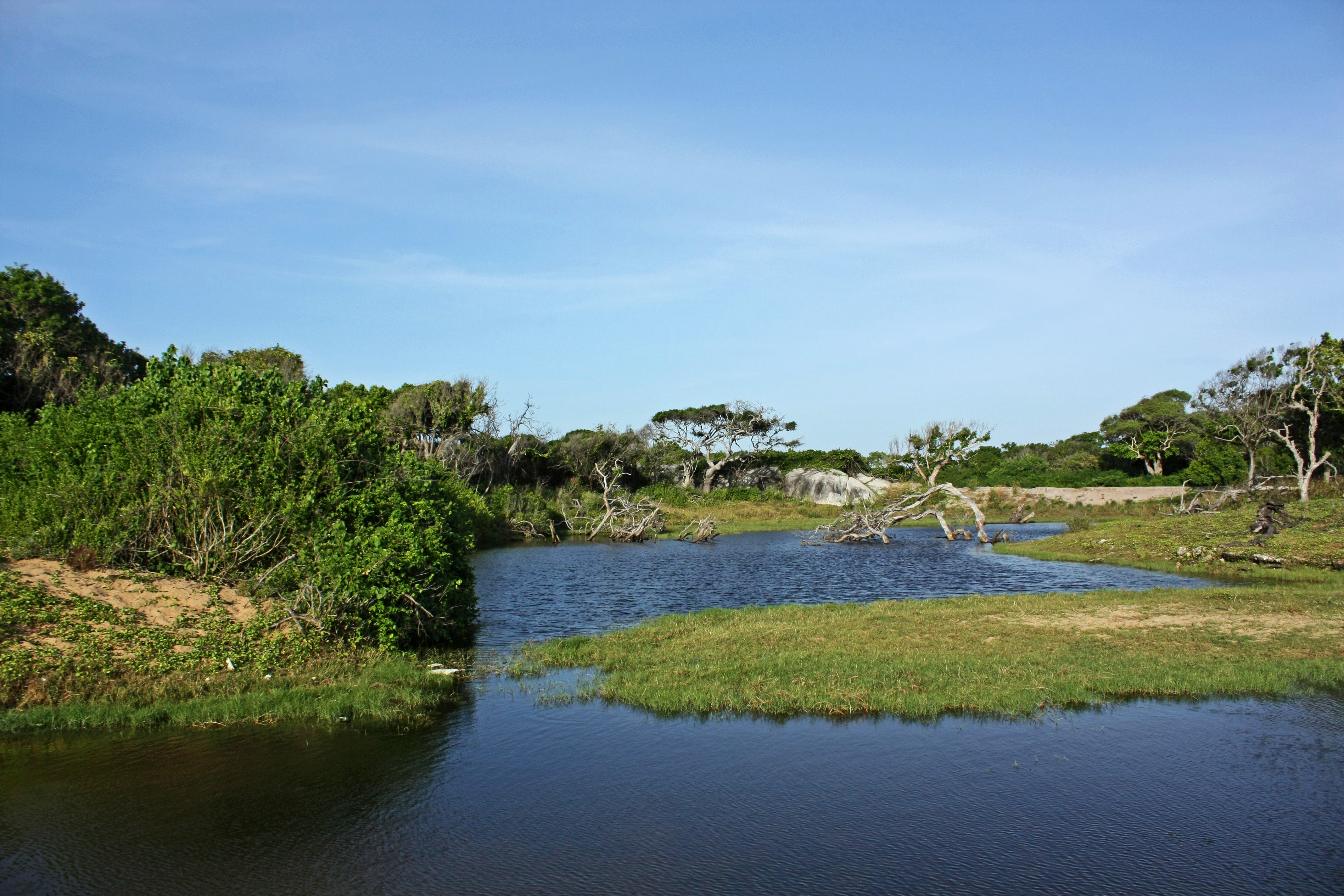
Humedales del Parque nacional Kumana

## Parques nacionales

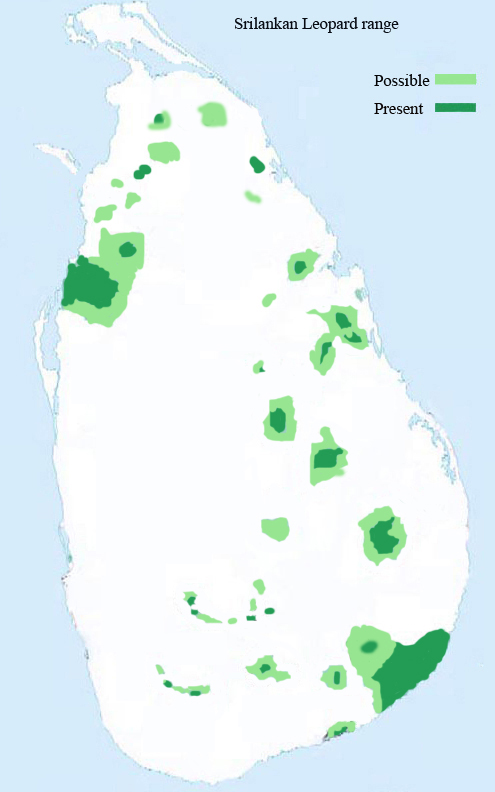
Distribución del leopardo de Ceilán

- Parque Nacional Horton Plains, 1988, 32 km²
- Parque Nacional Udawalawe, 1972, 308 km²
- Parque Nacional Yala, 1938, 979 km²
- Parque Nacional Wilpattu, 1938, 1.317 km². Tierras bajas y secas cerca de la costa del noroeste. Posee más de 200 lagunas de entre 10 y 160 ha que se llenan en época de lluvias, además de pantanos, manglares y bosques inundables. Renombrado or su población de leopardos, también hay elefante asiático, marabú menor y cocodrilo de las marismas. Fue cerrado entre 1988 y 2003 debido a la Guerra Civil de Sri Lanka. Solo se puede visitar la cuarta parte del parque. Una parte más amplia de 1.658 km² es sitio Ramsar.[3]
- Parque Nacional Kumana, 1970, 181 km²
- Parque Nacional Minneriya, 1987, 89 km². Zona norte central, santuario desde 1938. Cuenca de drenaje del estanque de Minneriya, un embalse de 19 km² construido por el Reino Anuradhapura en el siglo IV. Bosque montano seco con matorrales, praderas y humedales con 1500-2000 mm de lluvia en periodo monzónico. Los elefantes vienen del Parque nacional Wasgamuwa en busca de agua, en grupos de más de cien. Hay dos monos endémicos del país: el macaco de Sri Lanka y el langur de cara púrpura

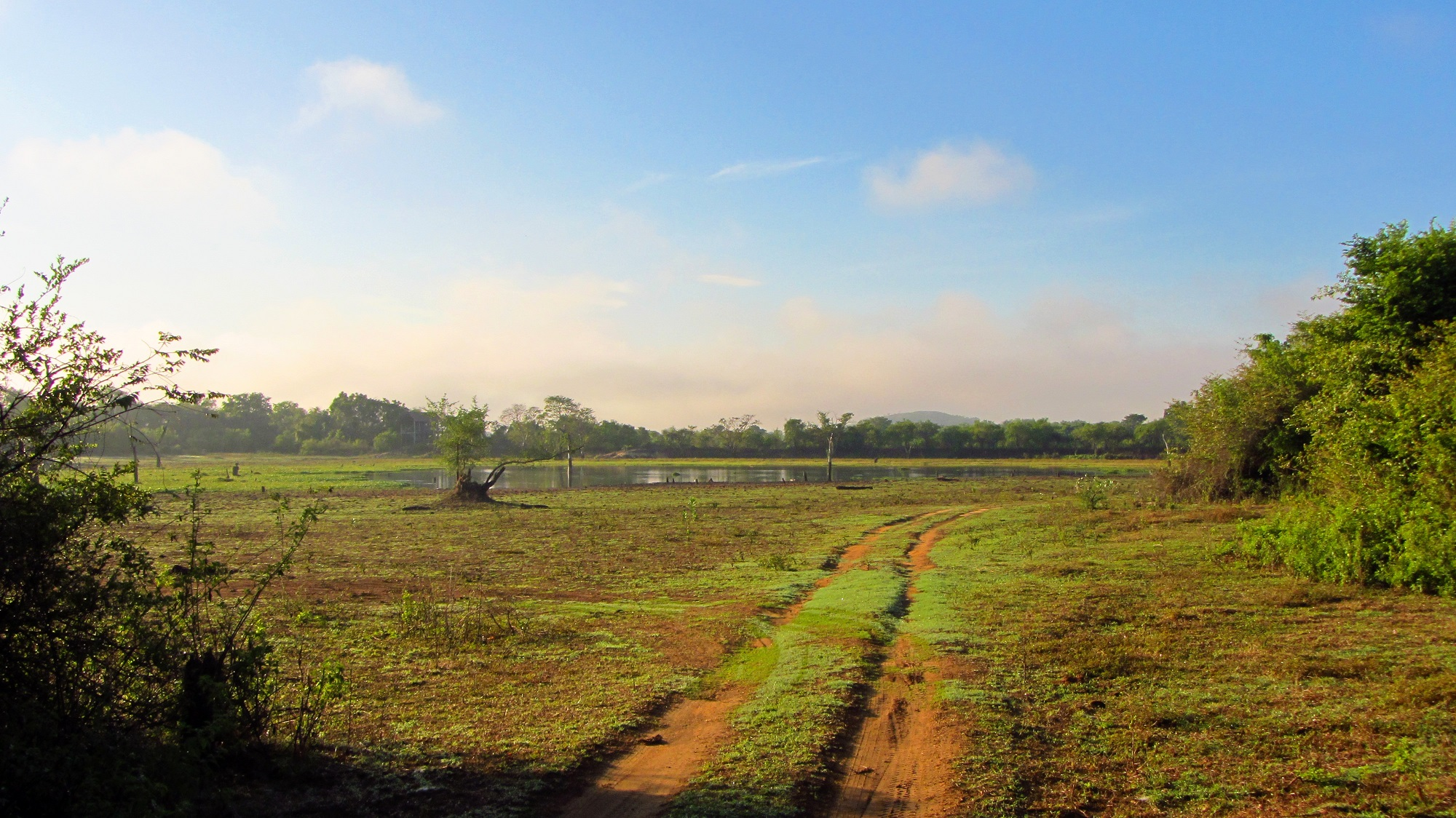
Parque nacional Wasgamuwa

- Parque Nacional Wasgamuwa, 1984, 371 km²
- Parque Nacional Lunugamvehera, 1995, 235 km². Área de drenaje del embalse Lunugamvehera en zona seca del sudeste, a 100 m de altitud, protegida del monzón del sudoeste. Mosaico de matorrales y praderas con bosques. Hay plantaciones de teca y eucalipto. Elefantes.
- Parque nacional Bundala, 1993, 62 km²
- Parque nacional de Angammedilla, 2006, 75 km². Antes reserva forestal y antuario. Cuenca de drenaje del embalse de Parakrama Samudra, consistente en 5 embalses unidos por un estrecho canal. El primero se construyó en el siglo IV y se expandieron durante el reinado de Parakramabahu I. Bosque seco siempre verde, con abundancia de ébano y contraste importante entre época seca y húmeda. Elefante de Sri Lanka, ciervo Sambar de Sri Lanka, muntíaco de la India, Axis axis ceylonensisciervo axis de Sri Lanka, etc.
- Parque nacional de Flood Plains, 1984, 174 km². Llanura de inundación del río Mahaweli. Corredor para la emigración de los elefantes entre los parques nacionales de Wasgamuwa y Somawathiya. Entre el laberinto de canales y aldeas se encuentra la estupa budista de Somawathiya Chaitya. En esta zona deltaica, el río se divide en dos ramales.
- Parque nacional de Gal Oya, 1954, 259 km². Cuenca de drenaje del embalse de Senanayake Samudraya, el mayor de Sri Lanka, con un lago de 91 km² y una presa de tierra de 43 m de altura, en el este. Las manadas de elefantes pueden verse todo el año. En el bosque se encuentran tres importantes plantas de la medicina ayurvédica, el triphala, compuesto de las semillas a partes iguales de grosellero de la India (amalaki), Terminalia chebula (Haritaki) y Terminalia bellirica (Bibhitaki).

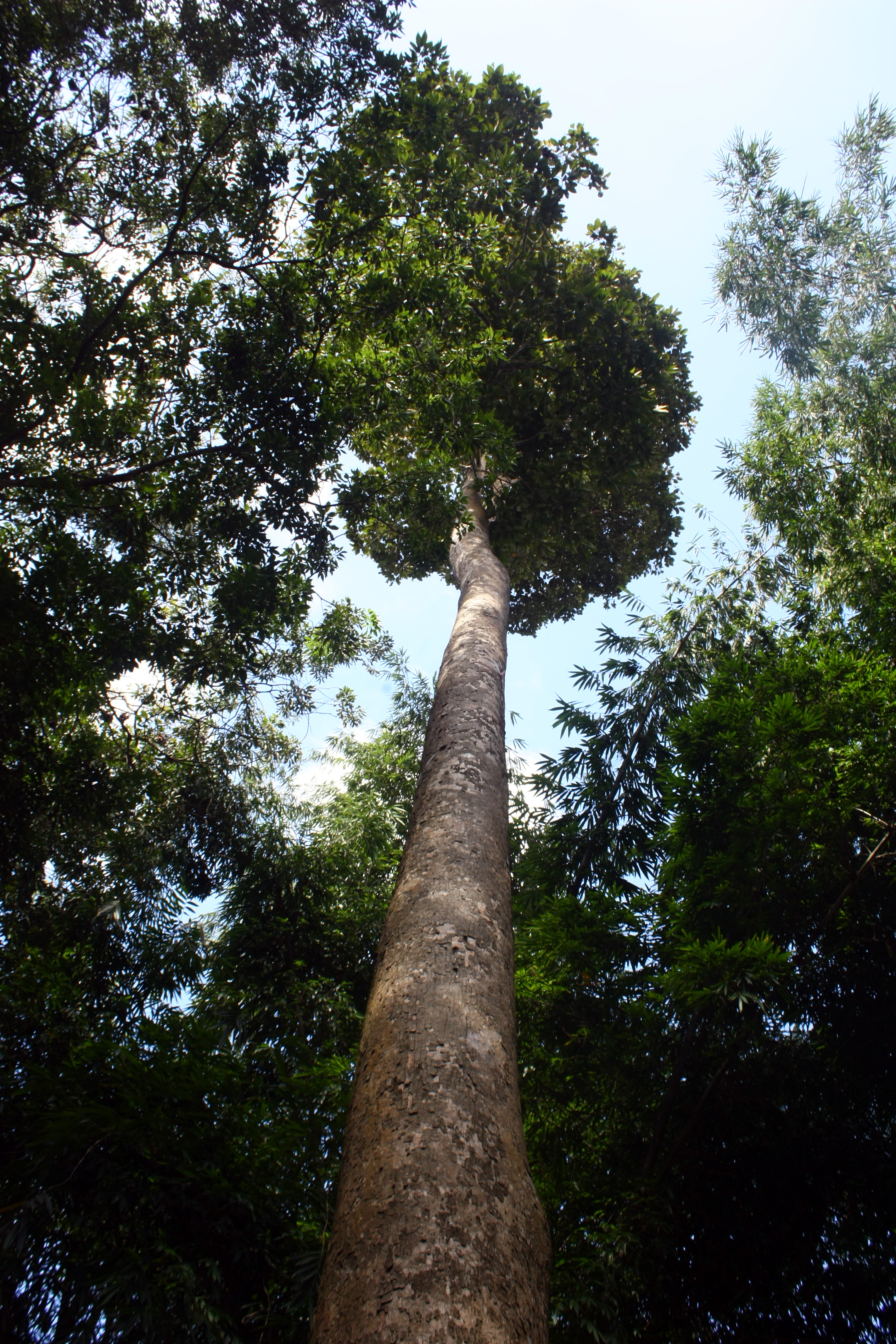
Dipterocarpus zeylanicus, el árbol 'hora', endémico de Sri Lanka.

- Parque nacional de la Tierra de Galway (Galway's Land), 1938 (santuario), 27 ha. Dentro de la ciudad de Nuwara Eliya, en la zona central montañosa, junto al monte Pidurutalagala (2.524 m), en la zona del té. Ecosistema montano.[4] Zona de importancia para las aves.[5]
- Parque nacional de Horagolla, 2004, 33 ha. Santuario desde 1973 por su biodiversidad. Destaca por la abundancia del endémico Dipterocarpus zeylanicus, el árbol 'hora' o 'sarala', de hasta 45 m de altura y 6 m de diámetro. En el paisaje de bosque tropical de tierras bajas de Sri Lanka[6] se encuentra el ciervo ratón de Sri Lanka, el chacal común y la ardilla gigante gris.

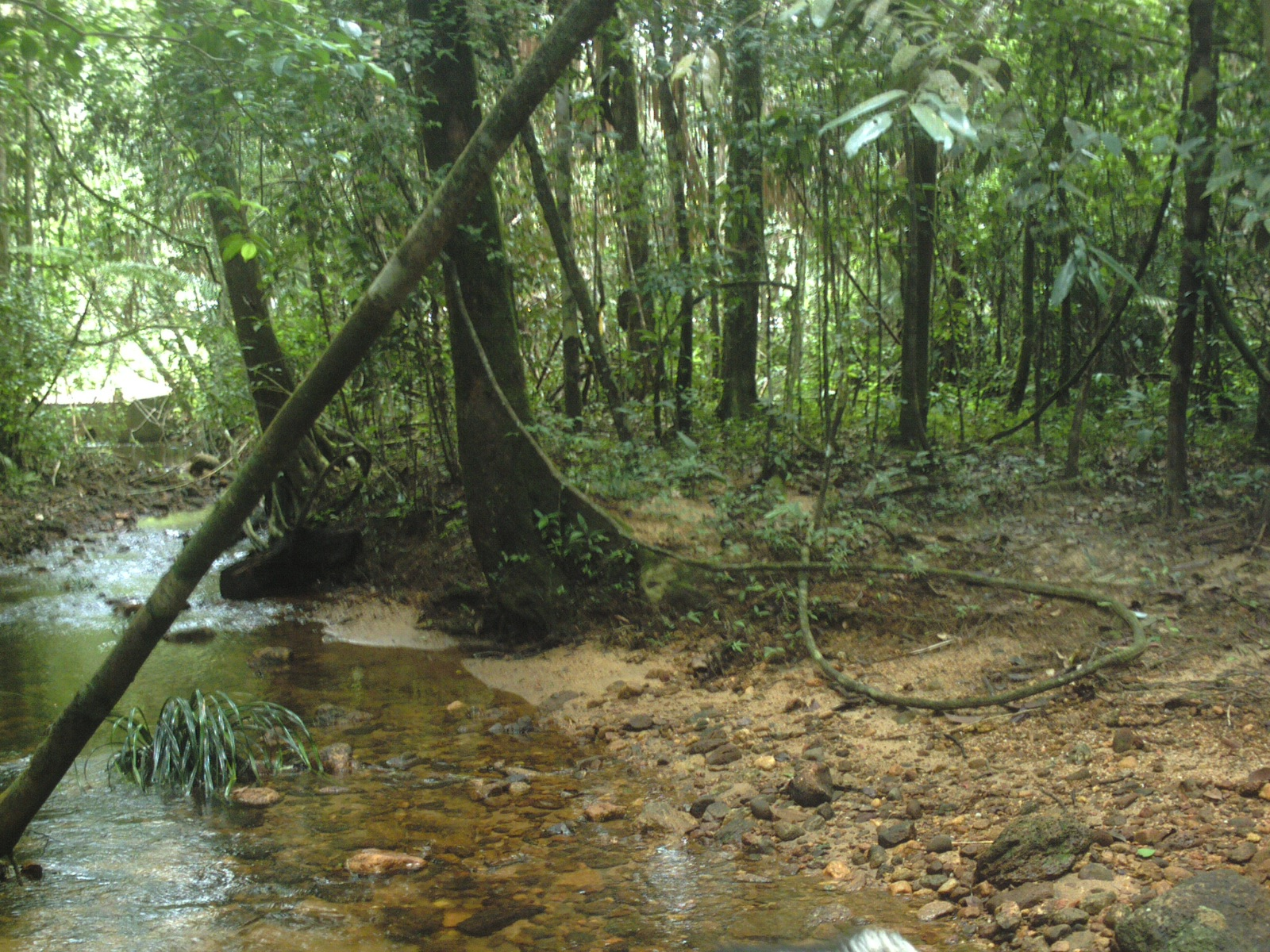
Reserva forestal de Sinharaja, en el sudoeste de Sri Lanka.

- Parque nacional de Kaudulla, 2002, 69 km². Centro nordeste. Fue uno de los 16 embalses construidos por el rey Mahasena de Anuradhapura en el siglo III. Reconstruido en 1959, atrae a numerosos animales, entre ellos el elefante de Sri Lanka. Bosque perenne seco de Sri Lanka adaptado al clima monzónico.[7]
- Parque nacional de Lahugala Kitulana, 1980, 16 km². Sudeste, afectado por el monzón el nordeste. Caen 1.650 mm pero hay dos periodos secos, de mayo a octubre y de enero a marzo. Bosque perenne seco con la hierba Sacciolepis como principal alimento de los elefantes.
- Parque nacional de Maduru Oya, 1983, 588 km². Cuenca de drenaje del embalse de Maduru Oya, reconstruido en el lugar de un viejo embalse construido por el rey Mahasena de Anuradhapura en el siglo III. Penillanura sobre suelo precámbrico con algunas sierras y roquedos prominentes. Uno de los cuatro parques nacionales englobados en el programa de desarrollo del Mahaweli,[8] junto con Wasgamuwa, Flood Plains y Somawathiya. Bosque perenne mixto tropical. Entre 150 y 200 elefantes, leopardo y búfalo.
- Parque nacional de Somawathiya, 1986, 376 km². También bajo el programa de desarrollo del Mahaweli, en el delta de inundación del río. En su interior se halla la estupa de Somawathiya Chaitya, que contiene la reliquia del diente de Buda, el Danta Dhatu, en la antigua ciudad de Polonnaruwa. Destaca por las plantas acuáticas, pero también hay elefantes y numerosas especies de aves.
- Parque nacional de Ussangoda, 2010, 3 km². En el extremo sur, es uno de los cuatro lugares con serpentinita (roca metamórfica compuesta de serpentina) de Sri Lanka. Fue designada primero como geoparque, pero su biodiversidad junto al mar y sus riquezas arqueológicas la convirtieron en parque nacional. Según la mitología hindú, aquí fue donde descendió Ravana con su carro volador. Importante área de puesta para las tortugas.

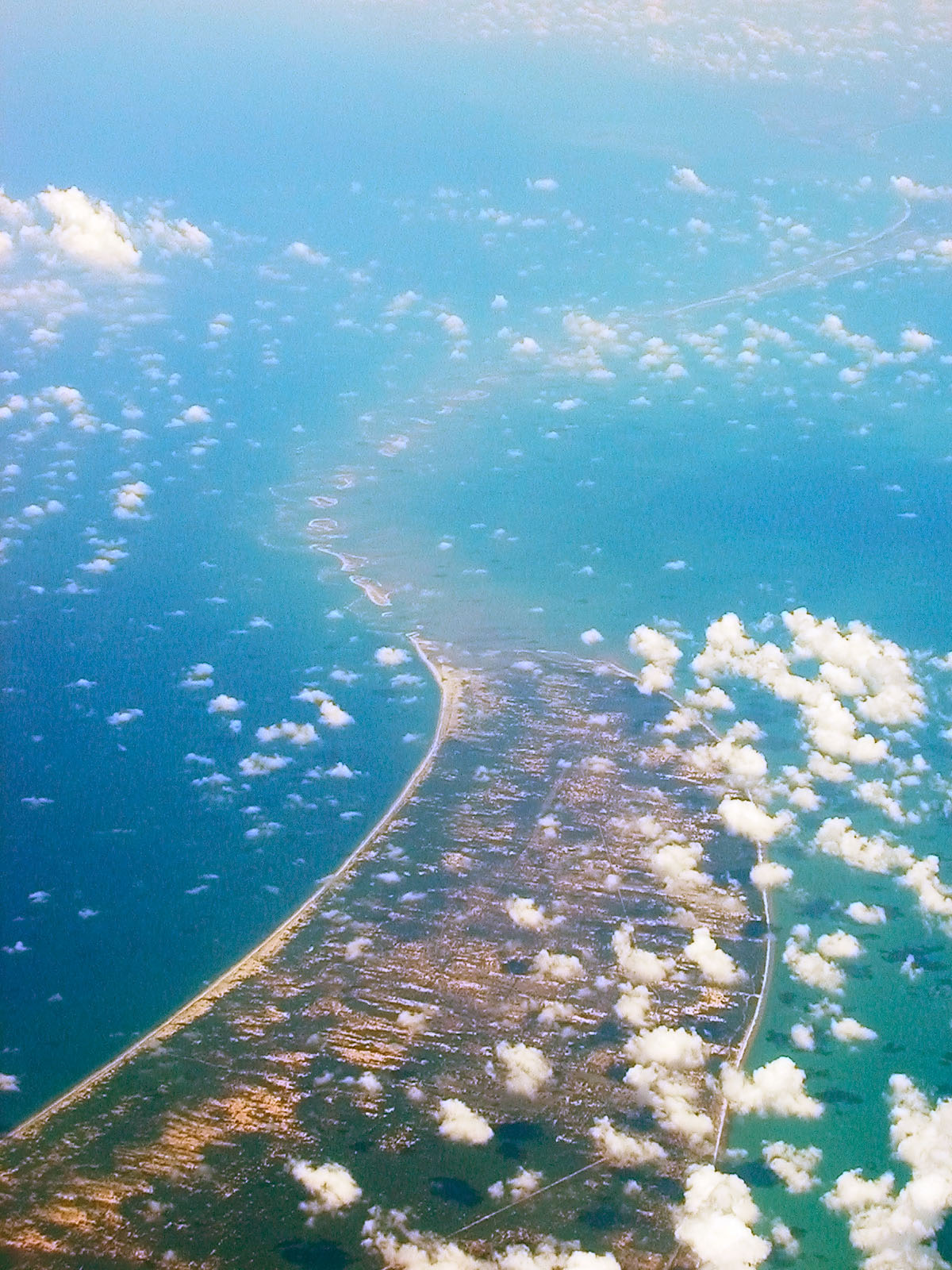
Puente de Adán, en el noroeste de Sri Lanka.

- Parque nacional marino de Pigeon Island, 2003, 471,4 ha. Al este de la isla, su nombre deriva de la paloma bravía que la colonizó. Posee los mejores arrecifes de Sri Lanka. Fue polígono de tiro durante el periodo colonial. Resultó muy afectada por el tsunami de 2004. Dos islas pequeñas donde llueve principalmente durante el monzón del nordeste. Arrecife dominado por Acropora.
- Parque nacional marino de Hikkaduwa, 2002, 1 km². En el sudoeste, arrecife costero con una profundidad media de 5 m, de 5 a 50 m de anchura y 4 km de longitud. Arrecife dominado por Montipora. También sufrió el impacto del tsunami de 2004, con consecuencias debidas a los efectos secundarios, como son la deposición de restos terrestres sobre los arrecifes. En 1998, los efectos de El Niño hicieron que se perdiera una parte importante por blanqueamiento.
- Parque nacional Chundikkulam, hasta 2015 santuario de aves, 196 km², en la laguna de Chundikkulam, de 135 km², al nordeste junto al mar. Rodeado de manglares y praderas marinas. Fue liberado en 2009 del ejército de los Tigres de Liberación del Eelam Tamil y poblado por militares.

- Parque nacional marino del Puente de Adán, desde 2015, 190 km². En el noroeste forma parte de la ruta migratoria de las aves isla Pamban-Puente de Adán, isla Mannar para entrar o salir de Sri Lanka. En las dunas anidan pájaros como el charrán pardo.
- Parque nacional de Delft, desde 2015, en la isla de Neduntheevu (Delft en holandés), 18,5 km²
- Parque nacional de Madhu Road, desde 2015, 631 km². En el noroeste, a 25 km de la costa. Destaca por las aves.

## Sitios Ramsar
- Complejo de humedales de Kumana, 190 km², en el sudeste, entre el Parque nacional Kumana y el Santuario de Panama-Kudumbigala.[9]
- Santuario de Annaiwilundawa Tanks, 1.397 ha, 07°42′N 79°49′E, noroeste.[10]
- Bundala, 6.210 ha, 06°10′N 81°12′E, sudeste.[11]
- Maduganga, 915 ha, 06°18′N 80°03′E, sudoeste, laguna con manglares y 15 islas en un estrecho canal que forman dos cuerpos de agua, Maduganga y el pequeño lago Randombe.[12]
- Santuario de Vankalai, 4.839 ha, 08°56′N 79°55′E, al noroeste, en Mannar.[13]
- Complejo de humedales de Wilpattu Ramsar, 1.658 km², 08°32′N 80°10′E, noroeste.[14]

## Reservas de la biosfera de la Unesco
- Reserva forestal de Hurulu, 255 km², centro norte, el bosque seco dominante siempre verde es de buruta y Manilkara, junto con ébano. Entre las especies amenazadas hay tortugas, elefantes, leopardos, gallo de Ceilán y gato herrumbroso.[15]
- Kanneliya-Dediyagala-Nakiyadeniya, 201 km², en el sur interior, tierras bajas y bosque tropical de montaña, entre dos ríos, Gin y Nilwala. Dominan las dipterocarpáceas, pero hay 319 especies de plantas leñosas y 220 de animales con 41 endémicas, como los pájaros picaflores cingalés, miná de Sri Lanka y lorículo de Ceilán.[16]
- Reserva forestal de Sinharaja, 112 km², montañas del sur, bosque lluvioso primario.[17]
- Parque nacional Bundala, 248 km², centro 62 km², costa sudoeste, lagunas con pantanos.[18]

## Reservas estrictas de la naturaleza
- Reserva natural estricta de Yala, contigua al Parque nacional Yala, al oeste, y al Parque nacional Kumana, al nordeste, separada del mar por el bloque II del parque de Yala.
- Reserva natural estricta de Hakgala, 11,4 km², desde 1938, la única en zona húmeda, con bosque nuboso y adjunta al Jardín Botánico de Hakgala, en el centro sur del país, fundada en 1860 en el macizo de Hakgala. Entre 1650 y 2.180 m de altitud, con 2.400 mm de precipitación anuales en 211 días. Según el Ramayana, el demonio rey de Lanka, Ravana, se escondió en estos bosques. Hay langur de cara púrpura, macaco de Sri Lanka jabalí, leopardo de Ceilán, ciervo Sambar de Sri Lanka y numerosas aves endémicas.
- Reserva natural estricta de Ritigala, 15,28 km², en el centro norte del país, en zona seca. Ritigala es un monasterio budista y la montaña que lo rodea. La reserva está a unos 370 m, la montaña, de 766 m, se eleva 600 m por encima de la llanura. La sierra de Ritigala está formada por cuatro picos, pero los otros tres son más bajos que el Ritigala Kanda, que tiene microclima propio, con hasta 1.250 mm en la cima. Hay tres tipos de bosque según la altitud, mixto perenne, tropical montano y montano.[19]